# Сил (геология)
Вижте пояснителната страница за други значения на Сил.
Силът (sill), наричан още пластова интрузия, е обширно, плоско, пластовидно тяло с вулканичен произход и дебелина, много по-малка от площта му. Формированието се отнася към типа на съгласните интрузии, т.е. не пресича пластовете на скалите, в които се вмества.

## Формиране
Силът се формира когато при издигането си нагоре магмата достигне скали, които нито може да пробие, нито да повдигне. В този случай тя се разлива и напластява успоредно на шистозността или на слоистостта на вместващите скали. За да се получи такова разливане вискозитетът на магмата трябва да е нисък, за да може да бъде по-течна. По тази причина по-голямата част от силовете са базалтови и са вложени в ненагънати вместващи скали, внедрени са между големи слоеве от седиментни скали, легла на вулканична лава или туф, или дори по посоката на напластяване в метаморфни скали.
Дебелината на сила варира от няколко сантиметра до стотици метри, а дължината може да бъде стотици километри. В състава им могат да се намерят всички видове скали. Известните базични силове са получили по-голямо внимание от геолозите, тъй като те дават по-голяма възможност да се изучи кристализацията на магмата.
Обикновено се развиват в райони с хоризонтални или слабо наклонени седиментни скали, при които средната плътност е по-малка от тази на базичната магма. При тези условия магмата се вмества странично, между най-удобните пластови повърхнини. Въпреки че внедряването ѝ става в хоризонтално направление, на практика всички големи силове могат да имат на места ъглов дискорданс и да пресичат стратиграфската последователност. При големите плоски силове често се наблюдава леко огъната басейнообразна форма, като максималната им дебелина се отчита в дънната им част. Силовете са подхранвани от дайки, с изключение на някои необичайни места, където са формирани почти във вертикални легла, прикрепени директно към източника на магма. Често се установяват и няколко подхранващи вертикални или наклонени дайки. По принцип при формирането си силовете са хоризонтални, въпреки че последвалите тектонични процеси могат да доведат до тяхното завъртане или дори да ги изправят почти вертикално.

## Разлики между сил и лавов поток
Често силовете могат да бъдат объркани с втвърдени потоци лава, но между двете образувания има няколко съществени разлики. Докато внедрените между пластовете силове показват частично стопяване и включване в състава си на част от околните скали по цялата си повърхност, при лавовите потоци такъв контактен метаморфизъм се наблюдава само в долната част. В допълнение при лавовите потоци обикновено се наблюдават данни за наличие на мехурчета там, където е имало изпарение на газове в атмосферата. При силовете, които обикновено се образуват на плитка дълбочина под повърхността, налягането на покриващите скали предотвратява такова изпарение. Потоците лава обикновено показват изветряне на горната си повърхност поради контакта си със земната атмосфера, докато при силовете такова изветряне не може да бъде установено.

## Видове
В зависимост от броя на интрузиите, които са ги формирали и на разнообразието на съдържащите се в тях скали, силовете се делят на:
- Прости – състоят се от проникване само по един канал[1][2]
- Многоимпулсни – формирани са от две или повече канала[1][2]
- Съставни – формирани при проникването по повече от една дайка и съдържащи най-малко два минерала.[2]
- Диференцирани – скалният състав между най-горния и най-долния слой е различен, като по-тежките и по-рано образувани кристали често са събрани в основата. Дебелината им варира от няколко метра до няколкостотин метра.[1]
- Хомогенни – скалният състав е еднакъв в целия сил[1]

Според формата си силовете се делят на:
- Радиално симетричен – силът се състои от две части – вътрешна и външна. Вътрешната е купообразна, дъгообразно наклонена и се свързва чрез лек наклон с външната, която е с разпокъсани крайни ръбове. Наблюдава се серия от радиално разлети потоци с размери до 3 km. Основният поток съдържа второстепенни разпределителни потоци с размери до 2 km всеки, които се отклоняват чрез вторична разклонения от основната магмена тръба. Вторичните потоци от своя страна се състоят от третични, достигащи до 100 m ширина. Всеки радиално симетричен сил се захранва от независим източник, намиращ се под центъра на вътрешната купообразна форма и се характеризира със серия периферни захранващи дайки.[2]
- Двустранно симетричен – образуван е от магма, отклонена през по-тясна дайка от главния тръбопровод, захранващ вулкана. Обикновено се разлива далеч от източника, от който произхожда. Има разклонявания на потоците, наподобяващи разширен вариант на основния поток при радиално симетричния.[2]
- Хибриден комплекс – много често радиално и двустранно симетричните силове се наблюдават в непосредствена близост един до друг, като външните им части се сливат.[2]

## Известни силове
Гигантски силове са известни в областта Централен Кару в Южноафриканската република, където базалтът е вместен в мощната седиментна, пермско-триаска серия на планинската системата Кару. Някои от най-дебелите силове там имат дебелина до 500 m, а общият обем на базичните скали в провинцията достига почти 500 000 km3. В Антарктида, в юрския диабазов сноп Ферер, е известен Пенепленовият сил, който е с дебелина от 400 m и заема площ над 20 000 km2. Край река Хъдсън между Ню Джърси и Ню Йорк е формиран Палисадският сил, образуван през триаса, чиято дебелина е около 300 m. Скалите в състава му са кварц и диабаз, които на някои места преминават в оливин и диабаз, особено в близост до ръбовете му. Краищата на сила са ситнозърнести поради факта, че са се охладили по-бързо. Вертикалните захранващи тръби са по-тесни и по-многобройни на върха и периферията и по-широки в средната част.
В България силове от горната креда са широко разпространени в Източното Средногорие. Състоят се от габро, монцогабро, монцодиорити или от алкални габроиди.
При съвременните вулкани силовете рядко са видими, освен когато ерозията намали дълбоките долини в планините и разкрие вътрешната им структура. Например, такива случаи има в Ирландия, Тенерифе, Етна и при вулканичните острови на Антилите. Формирани са чрез инжектиране на магма в по-дълбоки пластове и много от тях принадлежат към един период, когато повърхностните форми на вулканичната дейност са затихнали и отворите на кратерите са запушени от пепел и твърди скали.